# Conor McPherson
Conor McPherson (nascut el 6 d'agost de 1971) és un dramaturg, guionista i director d'escenari i cinema irlandès. En reconeixement de la seva contribució al teatre mundial, McPherson va rebre un doctorat honoris causa en literatura el juny de 2013 per la University College Dublin.

## Primers anys
McPherson va néixer a Dublín. Va estudiar a l'University College Dublin i va començar a escriure les seves primeres obres allà com a membre de UCD Dramsoc, la societat dramàtica de la universitat, i va fundar la Fly by Night Theatre Company que va produir diverses de les seves obres. És considerat un dels millors dramaturgs irlandesos contemporanis; les seves obres han atregut bones crítiques i s'han representat internacionalment (sobretot al West End ia Broadway).

## Carrera
The Weir es va estrenar a la Royal Court abans de traslladar-se al West End i Broadway. Va guanyar el premi Laurence Olivier a la millor obra nova el 1999.
El mateix any va ser un dels destinataris del V Premi Europa Realitats Teatrals atorgat al Royal Court Theatre (amb Sarah Kane, Mark Ravenhill, Jez Butterworth, Martin McDonagh).
La seva obra de 2001, Port Authority explica tres vides entrellaçades. L'obra va ser produïda per primera vegada pel Gate Theatre de Dublín, però es va estrenar al New Ambassadors Theatre de Londres el febrer de 2001, abans de traslladar-se al Gate Theatre l'abril d'aquell any. La producció va ser dirigida pel mateix McPherson. L'Atlantic Theatre Company de Nova York va posar en escena una producció de l'obra a la primavera del 2008, protagonitzada per Brian d'Arcy James, i els guanyadors del premi Tony John Gallagher Jr. i Jim Norton. El crític de The New York Times, Ben Brantley, va dir: "Em vaig trobar aferrant-me al que havien de dir aquests actors com si fos un nen de cinc anys a l'hora d'anar a dormir que em van presentar The Arabian Nights."
McPherson també va dirigir la seva obra, Dublin Carol, a l’Atlantic Theater Company, Nova York, el 2003.
La seva obra de teatre de 2004 Shining City es va estrenar a la Royal Court i va fer que The Daily Telegraph el descrigués com "el millor dramaturg de la seva generació". Una meditació sobre el penediment, la culpa i la confusió, l'obra està ambientada completament al consultori d'un psiquiatre de Dublín que ell mateix té secrets psicològics. Tot i que gran part de l'obra pren la forma de monòlegs lliurats per un pacient, les històries quotidianes i l'humor subtil i commovedor la converteixen en una experiència fascinant. Posteriorment es va estrenar a Broadway el 2006 i va ser nominada a dos premis Tony, inclòs el de millor obra de teatre.
El setembre de 2006, amb gran aclamació de la crítica, McPherson va fer el seu debut al National Theatre com a autor i director amb The Seafarer a l'auditori Cottesloe, protagonitzat per Karl Johnson i Jim Norton, amb Ron Cook com a convidat mefistofèlic i jugador de pòquer. Norton va guanyar un premi Olivier per la seva actuació, mentre que McPherson va ser nominat als premis Olivier i Evening Standard a la millor obra. L'octubre de 2007 The Seafarer es va estrenar a Broadway, mantenint-hi la major part del seu equip creatiu, inclòs McPherson com a director i Jim Norton i Conleth Hill en els seus respectius papers, amb David Morse prenent el relleu com a Sharky, i Ciarán Hinds interpretant el Sr. Lockhart. La producció de Broadway va rebre algunes crítiques positives, incloent declaracions com "McPherson és molt possiblement el millor dramaturg de la seva generació" de Ben Brantley a The New York Times i "Succint, sorprenent i inquietant , i els McPherson més divertit fins a la data" de The Observer. L’actuació de Norton com a Richard Harkin a The Seafarer al National Theatre va guanyar el premi Laurence Olivier al millor actor secundari el 2007 i el 2008 va guanyar un premi Tony al millor actor protagonista en una obra de teatre.
McPherson va escriure i dirigir una adaptació escènica de la història de Daphne du Maurier The Birds, que es va estrenar el setembre de 2009 al Gate Theatre de Dublín. .
El 2011 el National Theatre de Londres va estrenar la seva obra The Veil al Lyttleton. Descrit per The Times com "una història d'embruixament i decadència a la vora del foc" està ambientada al 1822 i va suposar la primera incursió de McPherson en el drama d'època. Aquesta línia va continuar amb una nova traducció sorprenent de Dödsdansen d'August Strindberg estrenada als Trafalgar Studios de Londres a finals de 2012. La seva versió va ser descrita com "una obra profundament seminal" per  The Guardian, que també va aconseguir, va dir The Times, que fos "sorprenentment divertida".
The Donmar Warehouse va muntar una temporada del treball de McPherson el 2013 amb una revival de The Weir i l'estrena mundial de The Night Alive. The Weir va ser aclamat una vegada més com "Un clàssic modern" per The Daily Telegraph i "Un clàssic contemporani" per The Guardian mentre que The Night Alive va ser nominada al premi Laurence Olivier a la millor obra i descrita com "Another triomph" per The Independent on Sunday i "Una obra mestra" per Time Out. El Financial Times va dir que "veu el dramaturg irlandès en el seu millor moment"
The Night Alive es va traslladar a l'Atlantic Theatre de Nova York, on va rebre el premi New York Drama Critics' Circle a la millor obra 2014, i també va rebre nominacions a la millor obra pel Drama Desk i els premis Lucille Lortell
L’obra de McPherson Girl from the North Country, on l'acció dramàtica està dividida per 20 cançons de Bob Dylan, fou estrenada al The Old de Londres Vic el 26 de juliol de 2017. L'obra està configurada en una pensió el 1934 a Duluth (Minnesota), el lloc de naixement de Dylan. El projecte va començar quan l'oficina de Dylan es va acostar a McPherson i va suggerir la creació d'una obra amb cançons de Dylan. El drama va rebre crítiques favorables.

### Guions
La pel·lícula del seu primer guió, I Went Down, va ser aclamada per la crítica i un gran èxit comercial. El seu primer llargmetratge com a director, Saltwater, va guanyar el premi CICAE a la millor pel·lícula al Festival Internacional de Cinema de Berlín. El seu segon llargmetratge va ser Els actors, que va escriure i dirigir.
És el director i coguionista de The Eclipse, una pel·lícula que es va estrenar al Festival de Cinema de Tribeca de 2009. Va ser recollit per a la seva distribució per Magnolia Pictures i es va estrenar als cinemes dels EUA la primavera de 2010. Posteriorment, la pel·lícula va guanyar el premi Melies d'Argent a la millor pel·lícula europea al Festival de Sitges, el primer festival de gènere fantàstic i de terror del món. Als premis de cinema i televisió irlandesos de 2010, The Eclipse va guanyar els premis a la millor pel·lícula i millor guió. Ciarán Hinds va guanyar el premi al millor actor al Festival de Cinema de Tribeca per la seva interpretació de Michael Farr .
El 2013, va escriure l'últim episodi de Quirke. El 2020, va coescriure l'adaptació al llargmetratge dels llibres Artemis Fowl d'Eoin Colfer. En resposta a la pandèmia de COVID-19, es va llançar digitalment a tot el món a Disney+ el 12 de juny de 2020.

## Influències
McPherson ha citat James Joyce i Stanley Kubrick com a dos dels seus "herois".

## Premis de taetre
Els premis relacionats amb el teatre guanyats per McPherson són:
| - Europe Prize Theatrical Realities (amb el Royal Court Theatre) - Premi Stewart Parker The Good Thief - Premi Meyer Whitworth This Lime Tree Bower - Premi Guinness/Royal National Theatre Ingenuity This Lime Tree Bower - Premi Pearson TV Writer in Residence This Lime Tree Bower - Premi Evening Standard The Weir - Premi George Devine The Weir - Premi del Cercle de Crítics The Weir - Premi Laurence Olivier The Weir | - Nominació al premi Tony a la millor obra Shining City - Nominacions al premi Tony a la millor obra i millor director The Seafarer - Nominacions a Laurence Olivier i Evening Standard a la millor obra The Seafarer - Premi Manchester Evening News a la millor producció de gira The Seafarer - Nominació al premi Laurence Olivier a la millor obra "The Night Alive" - Premi New York Drama Critics Circle a la millor obra "The Night Alive" - Nominació al Premi Lucille Lortel a la millor obra "The Night Alive" - Nominació al premi Drama Desk a la millor obra de teatre "The Night Alive" - Nominació al premi Laurence Olivier Millor musical "Girl from the North Country (musical)" - Nominació al premi Tony a la millor direcció d'un musical i al millor llibre d'un musical Girl from the North Country) |

## Obres
| - Rum and Vodka (1992) - The Good Thief (1994) - This Lime Tree Bower (1995) - St. Nicholas (1997) - The Weir (1997) - Dublin Carol (2000) - Port Authority (2001) - Come on Over (2001) - Shining City (2004) | - Poor Beast in the Rain (director només) (2005) - The Seafarer (2006) - The Birds (adaptació) (2009) - The Veil (2011) - The Dance of Death (adaptació) (2012) - The Night Alive (2013) - The Nest (adaptació) (2016). - Girl from the North Country (2017) - Oncle Vània (adaptació) (2020) |

## Filmografia
| Any  | Títol                | Paper                    | Notes                                      |
| ---- | -------------------- | ------------------------ | ------------------------------------------ |
| 1997 | I Went Down          | Perdedor en club nocturn | També guionista                            |
| 2000 | Saltwater            | N/D                      | Director i guioista                        |
| 2000 | Endgame              | N/D                      | Director                                   |
| 2000 | Paths to Freedom     | Ajudant del vídeoclub    | "Episodi 4"                                |
| 2002 | Fergus's Wedding     | Dermot                   | "Episodi 1"                                |
| 2003 | Els actors           | N/D                      | Director i guionista                       |
| 2004 | Rory O'Shea Was Here | Sol·licitant de feina    |                                            |
| 2009 | The Eclipse          | N/D                      | Director i guionista                       |
| 2014 | Quirke               | N/D                      | Guionista, episodi "Elegy for April"       |
| 2017 | Paula                | N/D                      | Guionista i productor executiu, 3 episodis |
| 2020 | Artemis Fowl         | N/D                      | Productor executiu                         |